# Ястшембе (Ліпновський повіт)
Ястшембе (пол. Jastrzębie) — село в Польщі, у гміні Ліпно Ліпновського повіту Куявсько-Поморського воєводства.
Населення — 416 осіб (2011).
У 1975-1998 роках село належало до Влоцлавського воєводства.

## Демографія
Демографічна структура станом на 31 березня 2011 року:
|          | Загалом | Допрацездатний вік | Працездатний вік | Постпрацездатний вік |
| -------- | ------- | ------------------ | ---------------- | -------------------- |
| Чоловіки | 212     | 47                 | 149              | 16                   |
| Жінки    | 204     | 52                 | 112              | 40                   |
| Разом    | 416     | 99                 | 261              | 56                   |